# جان توبایاس
جان توبایاس (به انگلیسی: John Tobias) هنرمند کتاب‌های کامیک، طراح گرافیک، نویسنده و از طراحان بازی ویدئویی آمریکایی است. توبایاس بیشتر برای ساخت مجموعه بازی‌های مورتال کامبت به همراه اد بون شناخته می‌شود.

## زندگینامه
او در ۲۴ اوت ۱۹۶۹ در شهر شیکاگو واقع در ایالت ایلینوی به دنیا آمد. او به همراه دیگر دوستش اد بون مجموعه بازی‌های مبارزه‌ای مورتال کامبت را طراحی کردند. وی قبل از وارد شدن به صنعت بازی‌های ویدئویی طراح کمیک «روح‌های حرامزاده واقعی» بود و قبل از به موفقیت رسیدن با سری مورتال کامبت در smash tv فعالیت می‌کرد.

## طراحی شخصیت‌ها
او در کارنامه خود طراحی شخصیت‌هایی همچون:
باراکا، گورو، جانی کیج، جید، سایرکس، جکس، کینو، کیتانا، کونگ لائو، لیو کانگ، میلینا، نوب سایبات، ریدن، رپتایل، اسکورپین، سکتور، شنگ سانگ، شائو کان، شیوا، سیندل، اسموک،کابال، سونیا بلید، استرایکر، و ساب-زیرو را دارد.